# Miloslav Brepta
Miloslav Brepta (29. října 1902 – 6. března 1959) byl československý podnikatel, příležitostný filmový herec, soukromý automobilový závodník a účastník Olympijských her v Berlíně v roce 1936. Závodil jako soukromý jezdec na vozech Amilcar (1930) a Walter (1931). V jachtingu se zúčastnil společně s ing. Vítězslavem Pavlouskem olympijských her v třídě O-jola 18-stop (Dinghy). Vystudoval vysokou školu a dosáhl akademického titulu inženýr. Jeho jméno se v některých pramenech objevovalo v pozměněné formě jako Brebta. Pod tímto jménem je i pohřben na Krčském hřbitově v Praze-Nuslích, zemřel 6. března 1959 ve věku 56 let. Spolek pro vojenská pietní místa uvádí podle nápisu na náhrobní desce, že továrník Brebta byl umučen komunisty.

## Filmový herec

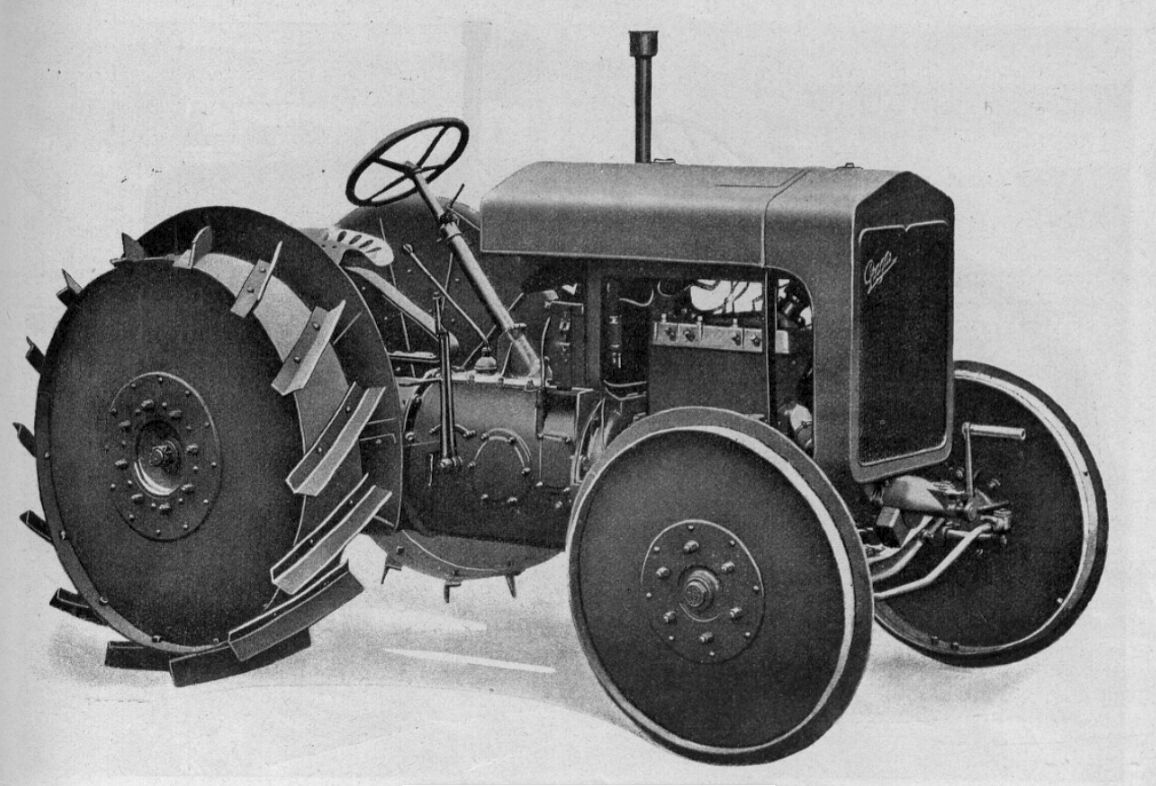
Traktor Praga AT 20-25 HP (1928)

V roce 1930 ztvárnil Miloslav Brepta jednu z hlavních rolí (mladý sedlák Benda) ve filmu Chudý otec, bohatý syn. Film propagoval víceúčelový traktor Praga AT 20-25 HP továrny Českomoravská-Kolben-Daněk, který si Brepta za 39 000 Kč pořídil a ve filmu jej řídil. Traktor vyráběný od roku 1928 byl vybaven automobilovým čtyřtaktním čtyřválcovým zážehovým motorem používaným u nákladních automobilů Praga. Dne 20. ledna 1931 předvedla továrna na automobily Praga před četným sezvaným obecenstvem v biografu Adria propagační film nazvaný »Chudý otec — bohatý syn«. Film natočila pražská firma Propaga-film. Představitelé jednotlivých rolí inž. Míla Brebta v roli mladého statkáře Bendy a Josef Rovenský v roli strojníka byli velmi zdařilí a dovedli nalézt v každé situaci pravý výraz. Velmi dobře a typicky byla sehrána role otce, starého statkáře Bendy, kterou ztvárnil Karel Schleichert.

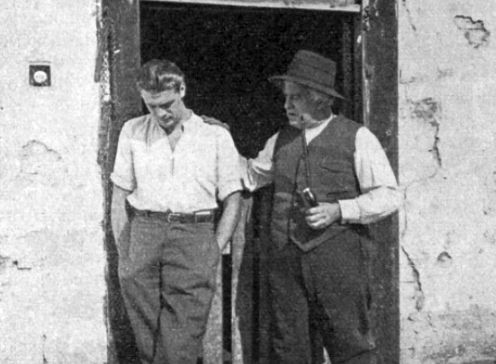
Miloslav Brepta a Karel Schleichert ve filmu Chudý otec, bohatý syn (1930)

## Automobilový závodník

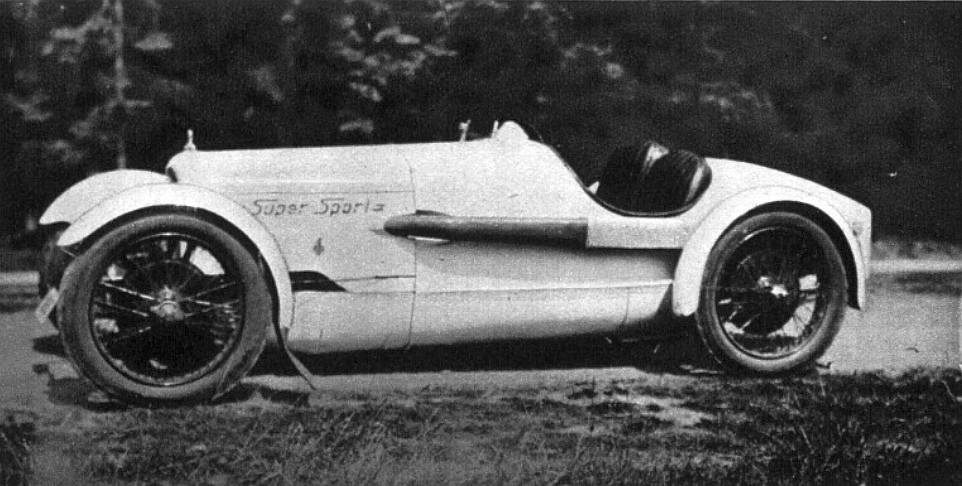
Walter 0 (Super Sport) z roku 1927, se kterým „Míla“ v roce 1931 závodil

Ryze závodní automobil Walter 0 si v roce 1927 Antonín Kumpera, čerstvě jmenovaný do funkce vrchního ředitele továrny Walter, nechal v jinonické karosárně přestavět na sportovní vůz doplněný blatníky se zástěrkami, světlomety a s úřední poznávací značkou N XIII 571 využíval Walter Super - Sport pro soukromou potřebu. Na sklonku 20. let vůz od A. Kumpery zakoupil soukromý automobilový závodník jezdící pod pseudonymem „Míla“ (ing. Miloslav Brepta), který své příjmení v tomto sportu tajil, protože nechtěl, aby jeho jméno vyšlo tiskem. Na počátku 30. let s ním odjel několik závodů.
První závod však absolvoval na cestovním voze Amilcar 11. května 1930 v závodě automobilů do vrchu Zbraslav-Jíloviště. Tímto ročníkem zbraslavského závodu bylo zahájeno první Mistrovství Evropy v závodech automobilů do vrchu, které uspořádala AIACR (Association Internationale des Automobiles – Clubs Reconnus, předchůdce FIA). V národním závodu a ve třídě cestovních automobilů do 1100 cm³ zvítězil „Míla“ v čase 4:19,0 min. V celkovém pořadí bez rozdílů kubatur obsadil 24. místo.
Pro rok 1931 si pořídil Walter 2800 cm³ (tomuto zdvihovému objemu by odpovídal motor z typu 6 B, který měl 2863 cm³) a 10. května se s ním vítězně zúčastnil 3. ročníku závodu Letmý kilometr Západočeského autoklubu v Plzni (k 20. výročí založení ZAC). Za přítomnosti 6000 diváků zvítězil jak s letmým tak i pevným startem v kategorii automobilů a dosáhl průměrné rychlosti 80,104 km/h.

V závodě Zbraslav-Jíloviště 31. května 1931 již s Waltrem 0 ve sportovní úpravě „Míla“ obsadil třetí místo v čase 3:45,56 min v třídě sportovních vozů do 3000 cm³ a v kategorii sportovních vozů byl devátý. V celkovém pořadí bez rozdílu kubatur tento výkon stačil opět na 24. místo. Získal za tento výkon stříbrnou medaili AKRČs. Časy Jindřicha Knappa na tomto voze z roku 1924 a 1925 však nepřekonal. Na závěr domácí vrchařské sezóny se 13. září 1931 jel III. ročník národního závodu do vrchu s mezinárodní účastí na trati Ploskovice - Horní Řepčice u Litoměřic. Ke trati dlouhé 4 km se stoupáním 94 m, maximálním 9% a s 10 zatáčkami se sjelo rekordních 40000 diváků a 70 strojů. V třídě sportovních vozů do 3000 cm³ si po Zbraslavi spravil chuť jezdec „Míla“ na Waltru 0 a jednoznačně zvítězil v čase 2:49,5 min. V kategorii sportovních vozů obsadil 7. místo.

Třída O-Jola (dinghy), ve které na olympiádě v Berlíně startovali Pavlousek a Brepta

## Jachtař
Úspěchy československých jachtařů z roku 1935 vedly k úvaze o účasti na olympijských hrách. Nadějným plachtařem se ukázal Miloslav Brepta, který na 2. mistrovství Evropy pořádaném v dánské Kodani 18.-19. srpna 1934 v závodě plachetních lodí obsadil 5. místo a v závodech plachetních lodí konaných 6. října 1935 na Vltavě obsadil na lodi Pirát v kategorii II. A třetí místo. Český Yacht Klub (ČYK) se pro kategorii olympijské joly rozhodl postavit jednu loď pro výcvik závodníků. Člen ČYK Miloslav Brepta na vlastní náklady postavil druhou loď, kterou dal k dispozici. Byla postavena i třetí loď firmou Neumann. Na vyřazovacích závodech (kvalifikace) zvítězil ve všech rozjížďkách mladý Vítězslav Pavlousek a na druhém místě se umístil Brepta. Na olympiádu byli tedy vysláni Pavlousek a jako náhradník Brepta.
V létě 1936 se Miloslav Brepta společně Vítězslavem Pavlouskem zúčastnili XI. letních olympijských her, které se konaly v německém Berlíně od 1. srpna do 16. srpna 1936. Československo na těchto Letních olympijských hrách reprezentovalo 190 sportovců, z toho 15 žen. Tehdy 33letý Brepta a 25letý Pavlousek byli za Československo jedinými účastníky v jachtingu. Na olympijské regatě v Kielu (4. – 10. srpna) první pět jízd odjel Pavlousek a dvě zbývající (6.-7.) Brepta. V 6. jízdě dojel Brepta na 22. místě a v závěrečné sedmé jízdě na 24. místě. Soutěž se konala na lodích poskytnutých organizátory. Každý člun byl pojmenován po nějakém německém městě. Pavlousek a Brepta řídili loď München. Zúčastnilo se 28 posádek z 25 zemí. Ta česká v konečném pořadí obsadila 25. místo úhrnným počtem 31 bodů.
Po olympiádě oba sportovci se zúčastnili závodu v Praze. Prvá část klubových plachetních závodů ČYK se uskutečnila v neděli 20. září na Vltavě. Trať měřící asi 1200 m byla trojúhelníková (kolem tří bójek) a byla absolvována ve 3 závodech, a to v sobotu odpoledne a v neděli dopoledne a odpoledne. Docílené časy v jednotlivých rozjížďkách byly sčítány. Startovalo 15 lodí ve 4 kategoriích. Nejlepšího času docílila olympijská jola „Olympia“ (kormidelník inž. V. Pavlousek) 4:19:03 hod, za nímž 2. místo na lodi „Elsa“ obsadil Miloslav Brepta.